# Замслаг
Замслаг (нід. Zaamslag) — село в нідерландській провінції Зеландія. Входить до муніципалітету Тернезен.
Його площа становить 36,15 км², а населення станом на 2021 рік складало 2 755 осіб.
До 1970 року мало статус окремого муніципалітету.

## Галерея

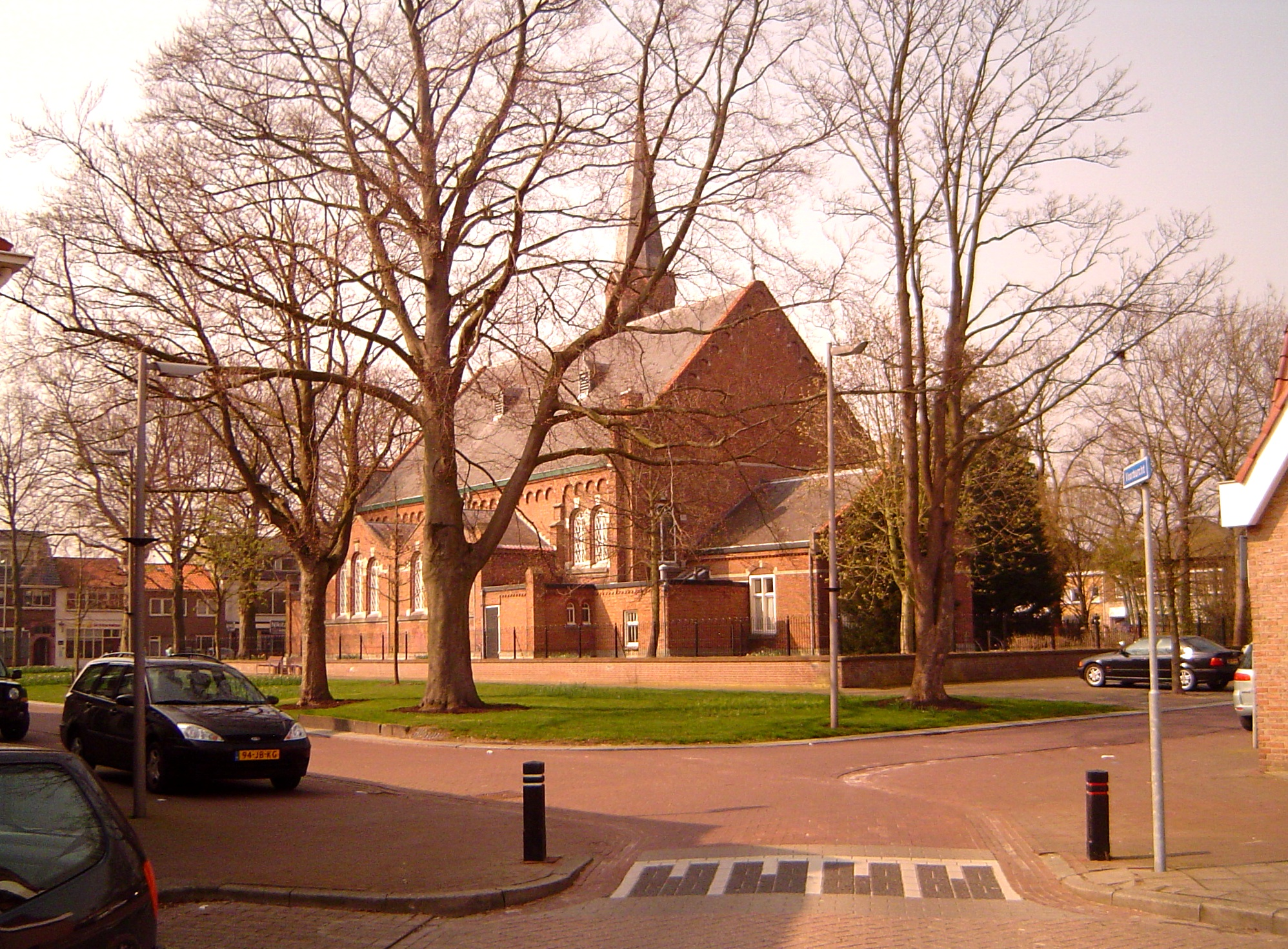
Панорама сільської площі
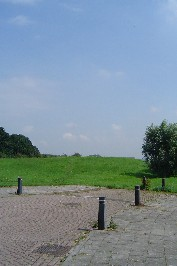
Залишки замку (2008)
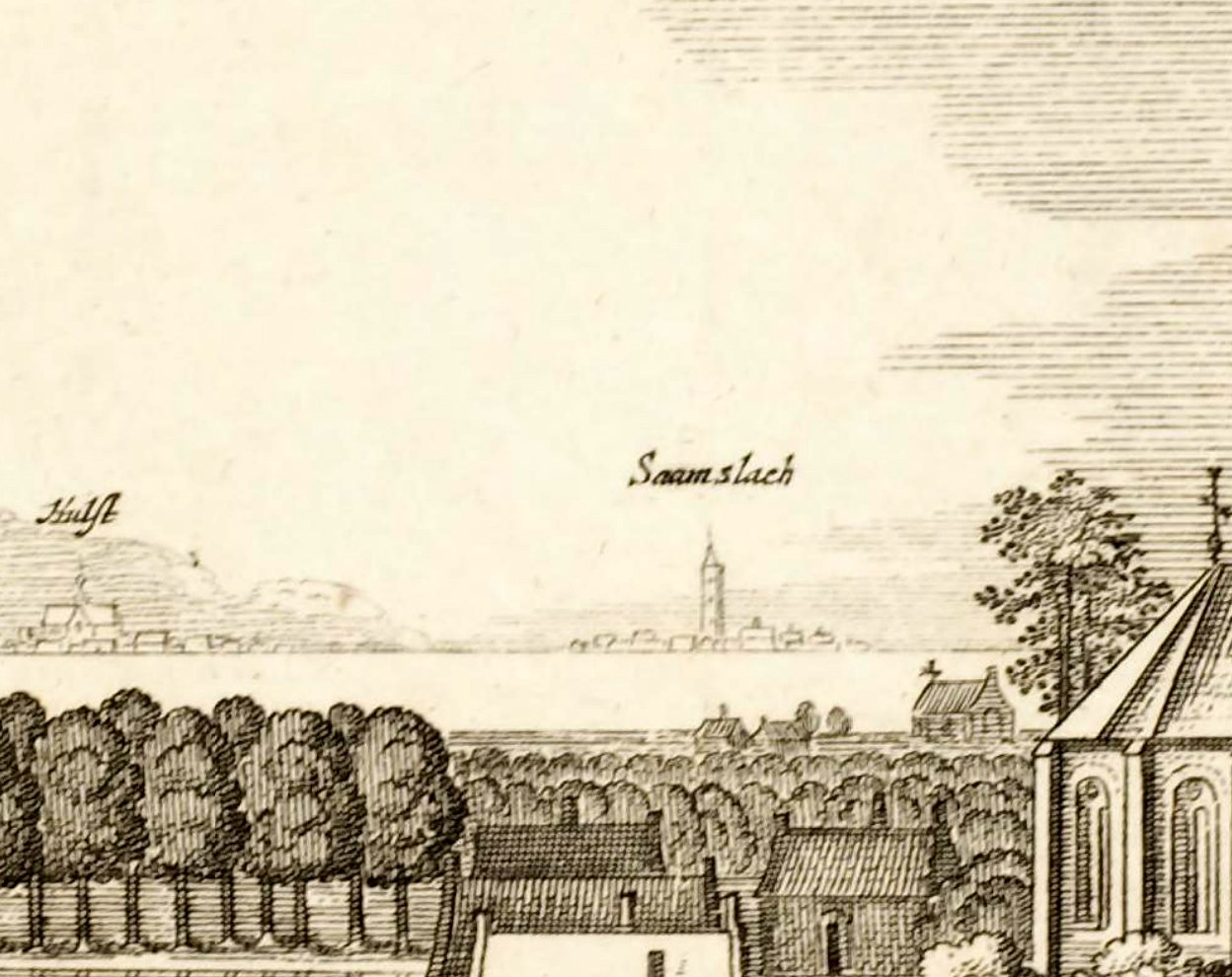
Зображення села (прибл. 1660 рік)
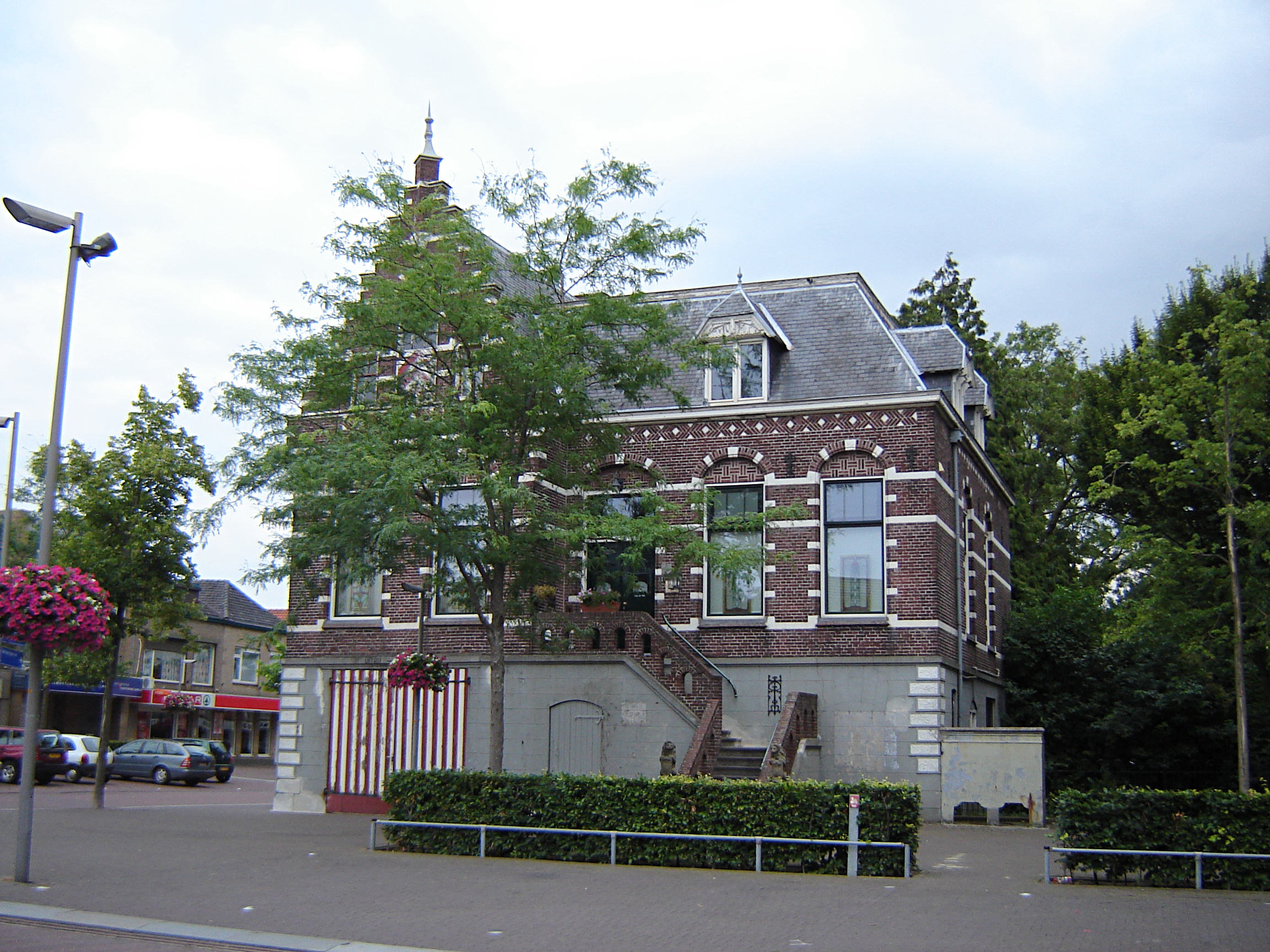
Будівля колишньої мерії